# Plavajoči plavček
Plavajoči plavček (znanstveno ime Salvinia natans) je vrsta vodne praproti (red Salviniales), ki spominja na nekatere mahove. Naseljuje različna svetovna območja, za katera so značilne velika količina stoječe in sveže vode, visoka zračna vlažnost in obilo sončne svetlobe. Še posebej pogosta je v Afriki, Aziji, srednji Evropi in Južni Ameriki. Plavajočega plavčka so našli tudi v ameriški zvezni državi Massachusetts, kjer velja za tujerodno (alohtono) vrsto.

## Značilnosti
Vrsta je enoletnica. Plavajoči plavček ima dva za kovanec velika okroglasta parna lista, ki plavata na vodni gladini, in tretji listi, ki je potopljen ter deluje kot korenina, na katero spominja tudi njegova nitasto razvejana oblika. V vsakem vretencu se nahajajo trije listi. Lebdenje na vodni gladini je mogoče zaradi številnih z zrakom polnjenih prostorov v tkivih. Papile (majhni enocelični laski), ki izraščajo iz kutikule listne površine, preprečujejo vstop vode in tako omogočajo nemoteno delovanje listov, ki so s papilami zaščiteni tudi pred razkrojem. Laski so odgovorni tudi za lebdenje rastlin na vodni površini.
Na bazalnem spodnjem delu rastline se tvorijo tako imenovani sporokarpi kroglaste oblike, v katerih se nahaja več sporangijev, mest nastajanja spor. Ker je plavajoči plavček heterosporna rastlina, ima razvita dva tipa sporangijev: mikrosporangije, v katerih nastajajo moške mikrospore, in makrosporangije, kjer se tvorijo ženske makrospore.
Plavčkovi listi preprečujejo prodiranje sončne svetlobe v vodne globine, kar koristi številnim sladkovodnim ribah, ki temnejša mesta uporabijo kot skrivališča in predele za parjenje ter odlaganje jajčec. Manjša količina svetlobe lahko škodi drugim vrstam podvodnih rastlin, katerih fotosinteza je zaradi tega manj učinkovita ali sploh ne poteka. Problem se pojavi predvsem, kadar se plavajoči plavček pretirano namnoži in prekrije površino celotnih ribnikov ali jezer, kar vodi v neizbežno stradanje manj konkurenčnih rastlin.

## Ohranitveno stanje
Vrsta je bila na Rdečem seznamu IUCN globalno označena kot najmanj ogrožena vrsta, v Evropi velja za potencialno ogroženo vrsto, v Sloveniji pa je uvrščena na Rdeči seznam praprotnic in semenk (Pteridophyta & Spermatophyta) in velja za ranljivo vrsto (varstveni status), ki je tudi močno ogrožena (stopnja ogroženosti). V Sloveniji je vrsto mogoče najti le še na določenih predelih mrtvic reke Mure.

## Razširjenost
Plavajoči plavček ima široko območje razširjenosti, saj velja za domačo vrsto na številnih kontinentih. V Afriki je rastlino mogoče najti v Alžiriji, Egiptu, Libiji, Maroku in Tuniziji. V Aziji vodna praprot raste v Afganistanu, Azerbajdžanu, Kitajski, Cipru, Indiji, Indoneziji, Iran, Iraku, Izraelu, Jordaniji, Kazahstanu, Libanonu, severozahodnem Pakistanu, Rusiji, Japonski, Koreji, Savdski Arabiji, Siriji, Tajvanu, Tajski, Turčiji in Uzbekistanu. Praprotnico v Evropi najdemo v Belorusiji, Belgiji, Bolgariji, Češki, Franciji, Nemčiji, Madžarski, Italiji, Nizozemski, Moldaviji, Poljski, Slovaški, Španiji, Ukrajini in državah nekdanje Jugoslavije (tudi v Sloveniji).

## Galerija
- Ilustracija plavajočega plavčka. Kot sf so označeni sporokarpi, mi je mikrosporangij, medtem ko ma označuje makrosporangij.
- Ribnik s plavajočimi plavčki v Pragi.
- Dobro vidni plavčkovi sporokarpi.
- V ugodnih razmerah plavček popolnoma prekrije vodno površino.